# Richard Eduard John
Richard Eduard John (Marienwerder, 1827. július 17. – Göttingen, 1889. augusztus 7.) német kriminalista.

## Élete
Miután tanulmányait elvégezte, 1853-ban docens, 1856-ban rendkívüli, 1859-ben rendes egyetemi tanár lett Königsbergben, 1868-ban Kielben, 1869-ben Göttingenben, 1870-ben tanácsos Lübeckben, ahonnan 1876-ban ismét visszatért tanszékére Göttingenbe. 1862 és 1867 között tagja volt a porosz képviselőháznak és mint ilyen a nemzeti szabadelvű frakció első híveihez tartozott.

## Művei
- Das Strafrecht in Norddeutschland zur Zeit der Rechtsbücher (1858)
- Die lehre vom fortgesetzten Verbrechen (1860)
- Entwurf mit Motiven zu einem Strafgesetzbuch für den Norddeutschen Bund (1868)
- Die Verbrechen gegen den Staat (1871)
- Commentar zur Strafprocessordnung (1881-89, folytatta Lilienthal)